# Historical ~The Highest Nightmare~
Historical ~The Highest Nightmare~ è uno degli album che celebra il 10º anniversario dei Nightmare pubblicato il 1º gennaio 2010. L'album formato da due dischi contiene 12 brani ri-registrati (dai primi passi della band fino alla VAP), 11 canzoni vennero riutilizzate più una nuova traccia. L'album raggiunse la 14ª posizione nella classifica Oricon.

## Tracce
Primo disco
1. Believe – 3:03
2. Over – 4:07
3. HATE – 3:43
4. Akane – 3:57
5. Varuna – 4:11
6. Tokyo Shounen – 4:22
7. Shian – 3:36
8. Jibun No Hana – 4:13
9. Raven Loud Speeeaker – 4:28
10. livEVIL – 4:03
11. Fly me to the Zenith
12. Kyokuto Ranshin Tengoku – 4:07

Secondo disco
1. The WORLD – 3:48
2. Alumina – 5:05
3. Raison d'etre
4. Konoha
5. Dirty
6. White Room
7. MELODY – 4:34
8. Lost in Blue – 4:16
9. NAKED LOVE – 4:07
10. THE LAST SHOW
11. Can you do it? – 4:31
12. D Line of Tragedy